# 神樂鉢
《神樂鉢》是由外薗健所編繪的日本漫畫作品，於2023年第42期起在《週刊少年Jump》上連載。臺灣《寶島少年》2024年第17期起開始連載。故事建立在虛構背景的近現代日本，講述擅使妖刀的少年六平千鑛為了向殺死父親的惡黨復仇和奪回父親的刀，展開的冒險經歷。

## 故事内容
被称为齐廷战争15年后的现代日本。
主角六平千鑛在国家最有名的刀匠父親的指導下每天努力學習鍛刀技術，本以為日子會平靜地度過，但父親卻突然遭到惡黨暗殺，其打造的六把妖刀也被奪走，千鑛遂決定拔刀向惡黨復仇，並為奪回父親的妖刀而戰。
——38个月后。
为了回收所有的妖刀，千矿和父亲旧友柴登吾一起追着三个妖术师和他们所属的组织“毘灼”。同时带着父亲未曾对外公布的，拼命守护的第7把妖刀“渊天”。

### 序章（第1〜2話）
主要人物：六平国重、六平千矿、柴登吾、“毘灼”妖术师、爻龙组组长（反社会组织）

### VS双城篇（第3〜18話）
主要人物：六平千矿、镜凪夏尔、柴、日奈樱、蓟、对刳云特选部队、双城严一、圆法炸、多名受雇佣追杀妖术师、夏尔母亲（回忆）
在一次回东京的时候，从情报屋日奈绪那里接到了妖刀目击者的联络，两人去见了那个人。那个目击者是自称“夏尔”的孤儿。但两人身边不断有妖术师袭来。在“神奈备”蓟的帮助下，总算活着却被持有妖刀“刳云”的黑社会兼武器商人双城严一袭击。于是，围绕夏尔与刳云的千矿与双城之争拉开了帷幕。

### 乐座市篇（第19〜44話）
主要人物：六平千矿、涟伯理、柴、香刈绯雪、美原多福、涟京罗（现任家主）、“涛”（涟宗也、涟天理、涟圆慈、涟珠纪）、幽（毘灼的统帅）、“神奈备”竞拍组、Mr.雷电和其姐姐、冰肌之女（回忆）、剑圣、涟家前任家主（回忆）、京罗妻子（回忆）
击败双城并取回夏尔与刳云的千矿继续追踪妖刀与毘灼。为了回收在名为乐座市的黑市拍卖中展出的妖刀“真打”，千矿尝试与掌管乐座市的涟家接触。在活动中与被涟家放逐的涟伯理合作，被神奈备所属的香刈绯雪袭击，但对涟家当主涟京罗的奇袭却以失败告终，更以伯理的性命换取渊天被夺走。但是，在利用渊天解开涟家固有的“藏之妖术”之谜的同时，第208回乐座市拍卖会当天11月8日，千矿等人为了夺回渊天与真打并结束乐座市的活动而开始潜入。

### 所有者暗杀篇（第45〜59話）
主要人物：六平千矿、涟伯理、柴、绯雪、多福、“神奈备”包含蓟的九人高层领导者、漆羽洋儿、国狱温泉小队、座村清市、“卷墨”、幽、昼彦、伊佐、对渊天特选部队、礼帽男（暂称“松”）、不浦（仙沓寺护卫）
将真打托付给神奈备的千矿，为了不让神奈备滥用真打而决定自己也成为神奈备的战力。第二天，在神奈备本部接受审问的过程中收到了专门藏匿妖刀持有者的神奈备所有地——“惭箱”被毘灼袭击而毁灭的报告。藏在国狱温泉的妖刀契约者漆羽洋儿逃走了，为了保护妖刀的契约者，千矿和伯理前往救援成为他的护卫。途中与“酌摇”的契约者漆羽合流，计划前往另一名契约者座村清市所在的仙沓寺，这时毘灼的少年昼彦率领袭击部队出现了。昼彦虽然站在敌对的立场，却对千矿抱有奇妙的友情……千矿决定吸引昼彦等人战斗，让伯理和漆羽先一步抵达仙沓寺。围绕妖刀的极限谋略开始了——不仅千矿和昼彦，这两个被社会隔绝的少年燃烧彼此的生命互相碰撞，在仙沓寺众人也面临与毘灼妖术师包围战斗。此时，为了突破重围必须让伯理接受30分钟恢复“藏”妖术，与漆羽属于相同居合白禊流的座村清市选择独自一人迎击……

### 杀戮酒店护卫篇（第60話〜70话）
主要人物：六平千矿、“卷墨”（郎、杢、炭）、座村清市、座村伊织、久久李、斗斗、昼彦、战国与次郎、修习“礼玄一刀流”服务员、井仓（伊织的同学）
漆羽洋儿护卫任务因为与毘灼缔结了协定的座村清市的背叛而失败。千矿本应也被那个人杀死，但不知为何千矿却活了过来，同时解除了与渊天命灭契约。座村的目的为偿还当年契约者的“罪行”，决定亲自动手杀掉包含剑圣在内所有契约者并在全国范围展开的“枭”的玄力探测。之后，为了解隐瞒的真相的千矿和卷墨合作，就保护座村唯一的弱点——女儿伊织动身前往京都。伊织的存在被卷墨伪装死亡并封印了记忆妖术，作为普通高中生在京都过着普通生活。同样想抓住弱点的毘灼也向京都派遣了成员久久李和斗斗。毘灼袭击了伊织所在高中，千矿和卷墨赶到了濒临危机的她身边。在记忆的封印放松的同时，平稳崩坏了日常结束了，神奈备、座村、毘灼三方之争开始了......

### 回忆篇（第71话〜第86话）
主要人物：座村清市、座村伊织（8岁）、伊纪（伊织生母）、伊纪的妹妹（仅提及）、幽、剑圣、神奈备高层戴墨镜老人、柴和蓟（仅提及）、小国人民和王族（回忆）、座村道场的修习剑术弟子等

从9年前座村父女（伊织・清市）视角插入展开，揭露围绕之所以封印记忆前因后果，以及昭示关于神奈备隐瞒的「齐廷战争」&剑圣的“真相”，为了保护未来座村清市采取行动的真正意义和目的。

## 创作风格
鲜血飞溅，以日本刀为主战斗，妖术作为技能（与《BLEACH》比较相似）的动作幻想，黑暗英雄漫画。作者以纯黑色背景呈现的画面，巧妙的演出和构成作为吸引讲述故事，用大幅度被设计的分镜和画面俐落地描绘着战斗。除此以外还加入了“日本自古以来的幻想要素”的世界观，即使没有详细的说明故事也能很好地展开。
也许是受作者的好莱坞电影（例如《黑客帝国》、《疾速追杀4》、《杀死比尔》等）兴趣的影响，出场人物四肢缺损的描写非常多。不用说一次性登场人物造型，即使是主人公的手臂被砍断，年幼的女孩被拷问，也有每天受到哥哥當道具虐待的弟弟，故事涉及多个方面。虽说如此，基本上是王道的少年漫画，以主人公六平千矿的视角认识世界和事件真相，和同伴一起穿越死战，打倒邪恶拯救弱者的故事。
描绘日本各地主要是东京的场景中，高楼大厦和塔、公共场所的设计被描绘得很漂亮。现代和传统，日常场景和战斗场景的缓急平衡很好，而且“没有违和感地推进故事”这一点是本作品的优点。

## 登场角色
以下為有聲漫畫版的聲優。

### 主要人物
六平千鑛（聲：石毛翔彌）
18岁。生日8月11日。
黑色短发，红色眼睛，身穿黑色长外套的青年。少年时期则是黑色运动衫留寸头。打底黑色长T。左侧太阳穴到脸颊的大伤疤是3年前遭受袭击时留下的，基於“每天早晨都带着新鲜的憎恨开始新的一天”而未治療。
在故事序章千矿和日本第一刀匠的父亲六平国重一起，每天努力学习制刀，以成为出色的刀匠为目标，内心尊敬刀匠的父亲国重以及继承了他的信念。在蓟在内的神奈备的六平拥护派帮助下，在齐廷战争前后出生的千矿，千矿的存在与第七把妖刀“渊天”一样未曾公开。
六平家被袭后开始为了复仇進行戰鬥锻炼與使用妖刀。另外作为刀匠，对妖刀的感情也很强，不仅加深了对妖刀的理解力，还帮助他发现新的力量的运用方法。於38個月後，为了回收所有的妖刀，和柴一起追查“毘灼”的情报而四处杀害各地的反社会组织，带着父亲拼命守护的第七把妖刀——“渊天”
經常沉默寡言，面无表情；实质上性格外冷內熱，本质善良。擅長照顧人和生物，助人與復仇相衝突時會以助人為優先，即使是陌生人也不会视而不见。對年長者有禮貌。和初次见面的人说话的时候用第一人称“僕”（平时是俺）。也有对送餐来的店员说“谢谢”的彬彬有礼的一面。据父亲国重说，性格像母亲。经常会被周围的人说像父亲。
有雙具備优秀洞察力的眼睛，光是透過觀察就能模仿“居合白褉流”的出刀，與看出對手揮刀的手法；精神素质方面，兼备大胆且冷静沉著的判断力。
没有集体上学经历，学习都是从书本和父亲那里学来的。会驾驶汽车。在14岁时，曾经造访过座村代理“居合白褉流”道场，接受他的剑术的指导。经常做料理是鸡蛋烧。最喜欢的东西是父亲。
在敗給座村之後察覺到自己作為劍士的水準遠不及對方，決定精進自己的劍術，透過親身體會並回想座村的招數，逐步修練與精熟居合白褉流。
关于称呼，作品中关系亲近的人物的台词都用片假名称呼“チヒロ”，全名和敌对者的发言则倾向用汉字表记“千矿”。
六平國重（聲：藤卷健太）
享年37。生日6月5日。
唯一能打造出「妖刀」的日本第一刀匠，千鑛的亲生父親。運用特殊技法加工雫天石打造的六把妖刀（除了住在雫天石原产地的“人民”外是唯一能够保持膨胀的玄力的人），終結了18年前的齐廷戰爭，被人們視為英雄。后来妖刀全部回收隐藏在工作室的地下。战后15年被妖術師組織「毘灼」派出三人杀害而丧命。
外表特征和千矿如出一辙，但留着山型胡子。总是穿着奇怪的白色T恤（每一件写的字不同），没有生活能力，家务事都交给千矿。
認為刀是用来杀人的工具，制造刀之后的“死”与刀匠不无关系。应该握刀的是拥有消灭邪恶解救弱者（剑戟惩恶扶弱）信念的人，而刀匠也必须拥有同样的信念和责任。
柴登吾（聲：福島潤）
39岁。生日10月15日。比国重小一岁。
六平國重的老朋友，原神奈备的妖术师。与少年时期的千矿就有打交道，国重死后一同追寻仇人「毘灼」的足迹。外表特征淡金色散髮，额头前一撮长毛，白色衬衣的中年男性。为人超然，有关西口腔，爱开玩笑。抽烟，有一辆私家车但后来千矿逃避追杀时被毁。
单行本附录上记载废案的柴比现在穿着更华丽，戴着圆墨镜头发后梳额前长毛，衣服也是花图案吊带衬衣。
曾為神奈備成員，後因不滿神奈備的行事方針而退出。基本上是在一旁輔助千鑛的戰鬥，也負責蒐集情報。
为了得到情报会泰然自若地进行拷问與面不改色的裝幌子，但在对于千矿和伯理在紧急事态下独断鲁莽的行动感到胃疼，苦劳人的性格。
柴和千矿相处方式像说相声一样的默契对答。因为是好友的儿子，柴本人很担心被报复心驱使的千矿。“暗杀所有者篇”在座村清市面前帶走瀕死的千矿與妖刀淵天，對於沒能保護他感到自責。
能夠使用空間移動的妖術，但并非单纯瞬间移动。作为妖术师的实力被毘灼首领幽称为顶级。能与涟家当主亲卫队“涛”的宗也以外的三人同时战斗并取胜。
漣伯理
17岁。生日是3月27日。外表特征白色短髮，蓝色眼睛，左边有家族习惯的小撮编发。打底是深色高领长T，内穿白色衬衫，最后穿上家族传统长衫，下面部分塞进裤子。
掌管乐座市地下拍卖约200年的妖術師家系漣家的前成員，漣家家主漣京羅的次子。性格純真善良，说话方式比较幼稚。待人接物直来直去，也有与年龄相符的言行轻率的地方，表现浮夸的表情和可爱的行为。
雖然是精英妖術師辈出家族出身，卻幾乎沒辦法使用妖術，被家人評為「沒用的包袱」。每天都受到父亲的冷眼旁观、哥哥的爱与暴力、弟弟的蔑视。因反對家裡的人口拍賣事業而離家出走断绝了关系，希望找人摧毀拍賣會。在目击千矿与双城的战斗时受到冲击，之后见义勇为被黑道抓走，偶然被千矿所救，从此开始接触围绕妖刀的谋略和战斗。
称呼千矿为“武士”，对多次拯救自己的千鑛存在方式抱持著憧憬。后来千矿也回应了和家人战斗的伯理的想法和决心，两人建立起出生入死的搭档关系。
跟随千矿大闹拍卖会时，觉醒了自己的兩種妖术，成功击败一直作为心理阴影的哥哥宗也。为结束争夺“真打”的拍卖会而正面对抗父亲涟京罗，协助传送千矿、绯雪进入“藏”击败京罗，並赌上性命也要传送人质離開，体现其觉悟之强。
“所有者暗杀篇”作为漆羽的护卫前往仙沓寺与“飞宗”契约者座村清市汇合，雖然先前剛覺醒妖术即使用過度，但在毘灼的妖術師攻勢下，没有等待完全恢复便與漆羽座村逃离。就在敌人完全即将包围负责断后的“卷墨”时，发动“藏”登记座村传送妖刀“飞宗”回到座村手里解决了所有敌人。但随着座村清市“叛变”，在一旁见证与漆羽对话和厮杀，为阻止这一情况再次传送千矿来到此处后昏倒。伯理掌握妖術的神經因此受傷，不得不接受更进一步的检查治疗，且未必能完全痊癒。伯理对漆羽的死感到非常自责，拜托卷墨三人能代替自己一旁协助千矿。

### 神奈備
薊奏士郎
生日4月24日。
外表特征前额头发遮住右眼的黑髮年轻男性。國家級妖術師組織「神奈備」九名高层幹部之一，阶级为大佐以上，18歲時在神奈備的前身“對妖術戰略陸軍”就已經晉升為大佐。柴與國重的同期兼老朋友，为神奈备内部的六平支持派，为战后的国重和千矿提供便利。刚登场时穿着一身黑白条纹长袖的休闲服（会议上换身正式神奈备制服），光凭玄力强化的近身格斗术能击退追杀过来的妖术师，被認為是神奈備當中數一數二的強者。懷疑神奈備當中有毘灼的內鬼。
香刈緋雪
生日10月10日。本作女主角担任。
神奈備旗下最高戰力，外表特征黑色短髮发丝凌乱、英气，身材修長的女子。性格粗暴，态度不好，不会使用敬语。有著思考的事情一多就会放弃思考的急性子，但其實本質善良，重視他人。有战斗狂倾向。在任务中不带私情，毫不留情地处理国贼。初登场时与千矿对立，认为妖刀应该由神奈备来管理。對神奈備高層的方針常有不滿，有時會做出與上層命令相違的舉動，不過在高层领导人之中也有欣赏绯雪行为的支持者。喜欢的食物是意大利面。
美原多福
神奈備旗下妖術師之一，緋雪的搭檔，性格冷靜務實的黑髮男子。擁有優秀的分析和支援能力，常在緋雪衝動時負責安撫她。
打扮成相撲力士的肥胖外型，能使用将自己周围的空间复制，帶著同伴與敵人轉移到名為「土俵」的特殊空間隔绝现实世界的结界术，直到雙方分出勝負為止都無法離開。喜欢的食物是芭菲。
角色造型取自作者從前的短篇作品《CHAIN》登場角色。在短篇《ロクの冥约》也有出现一格在宣传澡堂的广告牌。

#### 對刳雲特選部隊
萩原幾兔
對刳雲特選部隊隊長，薊的部下。留著辮子的圆眼鏡男性，說話口氣狂妄卻不乏头脑。制定了让千矿加入救出夏尔，而部队同時正面突袭双城的计划。使用名为“磁戒”的妖术，能操控磁力。
双城战中失去雙腳並陷入昏迷。
真智風峯
對刳雲特選部隊隊員，薊的部下。神奈备新人，對千鑛的態度充滿敵意。使用绝招为“怪魑”的妖术（有着高层评价为杀手锏地位）。
双城战中失去右臂。事後深刻體會到妖刀的危險性，認為千鑛的妖刀也應受到國家管理，故選擇將千鑛的情報上報給高層。
角色造型酷似作者出道的短篇作品《炎天》男主人公（粉色头发）。
张间梓弓
對刳雲特選部隊隊員。特征高双马尾。性格活泼的女性。使用名为“岩垂”的妖术，能操纵岩石。双城战中殉职。
具柄一
對刳雲特選部隊隊員。特征戴着面具的男性。性格搞怪。能使身体铁化的妖术师。双城战中殉职。
卯月清彦
對刳雲特選部隊隊員。特征戴着呼吸器。性格冷静的男性。使用名为“如缚”的妖术，可以束缚对象的动作。双城战中殉职。
笠原诚
對刳雲特選部隊隊員。特征齐耳短发，鼻梁一道横纹的男性。性格未知。能使手臂变形、巨大化的妖术师。双城战中殉职。

#### 國獄溫泉霧靄小隊
伏见
护卫漆羽的妖术师队长。29岁。外表特征是戴头巾的青年。使用招式“烟斧”的妖术。主张让漆羽逃走，率领护卫们留下歼灭了毘灼派来的妖术师刺客，但不久后全员被昼彦亲手杀害殉职。

#### 卷墨（）
座村亲卫队→对座村特选部队
初登場于漫画“所有者暗杀篇”50话。在妖刀飞宗契约者座村清市保护下的惭箱仙沓寺执行护卫任务的三人组。正式名称是神奈备御庭番·座村亲卫队“卷墨”。
精通隐密操纵的忍者。能从身体上去除气味，在战斗中没有声音也没有释放杀气。因此可以在不妨碍座村搜索的情况下与其协同战斗。
穿戴忍者裝束，装备双刀，会使用手里剑，繪製传送阵妖术。
原本是持续了数百年的忍者一族，世世代代守护主人，舍弃自我为主人尽忠。齐廷战争中属于神奈备前身的组织，当时大部分人都丧命。之后末裔也作为道具继续支持神奈备。
当初他们视自己道具来看待，但座村表明要大家互相扶持。在仙杳寺違背座村的命令，让座村優先逃走。後因涟伯理冒着生命危险傳送飞宗，得以生還，不過被座村解雇。
座村叛变以后，神奈备命令卷墨与千矿组成“对座村特殊部队”，以六平千矿为主再次启动。基於被伯理救了一命，接受了他所托付“千矿就拜托你了”的请求。並根据3年前座村的委托内容，一同出发到京都为保护座村的女兒不受毘灼的伤害而行动。
成员包括：
郎
队长，虽已超过20岁，但保持有著年幼少年的外貌。憧憬座村。
炭
女性，短发留着辫子，右眼下方有印記。能纯熟自如地驾驶摩托車。曾對座村女兒的記憶實施封印。
杢
男性，留着三角呆毛五官端正，高大魁梧。个性多话，爱照顾人的性格。

### 妖刀擁有人
剑圣
“乐座市篇”登场。曾经作为妖刀六工之一被称为国重最高杰作的妖刀——「真打」（又稱「勾罪」）的契约者而活跃于齐廷战争，并逆转了局势带领日本获得最终胜利的英雄之一。本名不明，其披头散发风貌也有点异于常人。
政府表面上宣称剑圣和妖刀契约者是终结战争的英雄，真实情况在齐廷戰爭的末期，剑圣與真打之力互相侵蚀导致精神失常，发动能力「蠱」屠杀了小国百姓约20万人，致使敵國毀滅。暴走的剑圣由另外五名妖刀持有者聯手阻止後被神奈备幽禁於東京，真打也被封印。
过去曾经是刀匠六平国重最信赖的战友，并被授予妖刀六工最高杰作“真打”订下了围绕其为核心与其余五人联动的命灭契约，寓意同生共死战场。但这也意味着神奈备若想处决已经精神失常剑圣，不得不连同五位英雄一起陪葬。因此无论妖刀使用者和高层都保持了沉默，隐藏着小国民的抹杀真相（罪恶）。
漆羽洋兒
“暗杀所有者篇”登场。曾经作为妖刀六工之一“酌摇”的契约者而活跃于齐廷战争的英雄之一，作为第一位出场的持有者，外观特征是戴着垂着细布斗笠的武士，扎着发髻，头发偏绿、眼角有朱红色眼圈，年約三十出头的年轻男性。
在六平国重被殺后藏匿于神奈备管理的专属地惭箱“国狱温泉”。在“毘灼”的攻勢下不得不从毁灭的国狱温泉逃走，移动过程中与前往救援的千矿伯理二人合流，和毘灼短暂交战，後与吸引昼彦等人的千矿分开，同伯理先一步抵达座村清市所在的“惭箱”仙沓寺，并在那里驻守战斗等待突围。
身上就有战争造成的伤痕。由于妖刀而无法使用妖术。但单凭剑术能打倒了使用了雫天石强化的妖术师，使用妖刀时的真正实力还是未知数。与座村清市同样是居合白禊流的弟子。不过自认技术远不如座村。
非常尊敬六平国重。一开始由于国重的去世失去了生存意义，但看到千矿时确信了他是國重的儿子。在列车上的短暫交流口头传授了“居合白褉流”精髓给千矿。
信赖国狱温泉小队的实力和人品，能够抑制感情而沉着冷静地完成任务。在座村的“背叛”後，雖承認對方實力高強，但为了已经因自己牺牲的人们，不輕易赴死。最後以刀證道落敗並被擊殺，導致“酌摇”的使用权转移。尸体已经被送往神奈备内部尸体处理部门进行尸检，生死不明。
座村清市
“所有暗杀篇”登场。曾经作为妖刀之一“飞宗”的契约者而活跃于齐廷战争的英雄之一，六平国重去世后后藏匿于神奈备管理的专属地惭箱“仙沓寺”。故事第二位出场的持有者，齐廷战争中活跃过英雄之一。为妖刀「飛宗」的拥有人。黑色短髮的盲人剑士。居合白禊（びゃっけい）流师范代（代理师傅），曾经指导过漆羽和隐居时期的千矿。
虽然失明，但视力以外的器官超乎敏锐，能憑藉氣味辨識熟人，以及憑藉高速居合發出的聲響進行回音定位。甚至亦能對來襲的殺氣做出回擊。
在六平國重被殺後，與毘灼簽訂契約，座村將協助誅殺所有妖刀主人，換取毘灼十人、神奈備叛徒、妖刀位置等情報。
與座村伊织曾共同生活一年半，為了保護她而主動終止，並委託卷墨偽造她的死亡並封存父女的部分記憶。
巳坂
曾经作为妖刀之一“刳云”的契约者而活跃于齐廷战争的英雄之一，於六平國重被殺的同一年遇害。外貌不詳，于漫画第47话才被第一次提及名字。

### 毘灼
核心由十名精英妖术师组成的妖术师神秘组织，通过雇佣外部妖术师和黑帮、地下组织进行实际行动。主要成員的特徵是手背上有著两个月牙（三日月）组成的火焰圖案。三年前藉由杀害名匠六平国重，窃取六把妖刀。目的是摧毁这个国家，被神奈备视为是国贼。已知目前统帅是一名叫“幽”的男人，但内部还有其他派系，行动意见没有完全一致。例如戴礼帽的隶属毘灼男人（暂称“松”）详细不明（杀害国重三名主犯之一）。
幽
“毘灼”的统帅。外貌特征短黑发后绑着小辫子，瞳孔圈圈眼，眼框各一竖类泪痕点缀的穿西装男性。年龄推测30到40岁。杀死千矿父亲三名主犯之一。为了自己施展“真打”(即勾罪)而展开围绕妖刀、针对神奈备一连串极限谋略。原本解开“真打”的封印需要花费十年，但他只用了三年时间。在神奈备内部有内鬼，也与部分妖刀契约者在战后有缔结关系。亲自来到乐座市拍卖会场，故意告诉千矿自己就是杀死其父亲的主谋，是为了将仇恨播种到他身上并表现出愉悦。能操纵、促生长盆栽一样的植物类妖术（与毘灼戴礼帽“松”妖术相同）。能不使用妖术进行格斗，即使被千矿超高速砍断手臂也连眉毛都不动就把手臂扔出去挡住视线，是个实力未知数的敌人。回忆篇里提到知道齐廷战争中小国人民被抹杀的真相，特意寻找座村清市“合作”。关于实际真名年龄经历，谜团非常多。从眉毛是白色的，疑似有染黑发迹象（?）。神出鬼没的代表，曾经独自一人出现在儿童公园（成年男性）边骑儿童木马边打电话画面。作为大众妖术师造诣水平非常了解，对于同样是毘灼成员的昼彦，对其妖术师的才能给予高度评价，其他成员向昼彦抱怨时会为其辩解。
昼彥
“毘灼”的一员。幽的派系，所有者暗杀篇登场。18岁。外貌特征浅粉色长直髮，额刘海长，眼眶左下各有两点泪痣的中国风打扮的青年。为得到妖刀使用权推进下一步计划，被幽选中当妖刀“酌摇”的契约者，以漆羽为目标发动袭击所在的国狱温泉，之后昼彦正式出现在新干线里与担任漆羽护卫的六平千矿相对而战，但对千矿抱有奇妙的友情。原本使用名为“血鹤”的妖术，简单来说操控大量一次性的折纸。第一次杀人是在3岁，战斗即生存，玄力的运用已经和呼吸一样。
杀死让漆羽逃走的国狱护卫杀一儆百，只为了吸引漆羽的视线而特意在新干线的月台上排列，行为作风残忍；为了与千矿相互杀戮安排一支“对渊天特选部队”作为人海战术引发剧院混乱；出于讨厌老套英雄拯救桥段，把千矿当成歌舞伎中的反派角色，让一般人看见千矿杀害反派组织的人而害怕逃跑的样子，还宣称同样是杀人犯，被社会隔绝的千矿“只有我，只有我能理解你”“我们可以成为朋友”，性格非常阴险毒辣。其他还有，把喝完的可乐罐乱扔，把演出节目的内容剧透给邻座的客人，觉得无聊就乱吐等，对同为毘灼成员的久久李也是态度非常任性恶劣。不怎么接触外面的世界，精神上显得不成熟的样子。
对千矿感到奇妙的友情，以对等互砍为目标。当知道千矿被座村清市杀害时，一边流著眼泪，一边宣言要对座村报仇。后来确信千矿还活着的时候也哭了。漆羽因座村关系杀死后，旧的命灭契约解除，可以使用“酌摇”与之契约。座村称其为身上有着酌摇味道的人。但当时千矿立刻被传送而呆住，之后也因为座村的警告无法使用妖刀选择暂时封印，被局势所左右。现在将被切断的双手重新接在一起，作为康复训练折纸鹤。
雖成為妖刀「酌摇」的新主人，但卻沒有修行任何劍術的打算，並將劍術流派視為食古不化的垃圾。在劍術方面幾乎是外行人，卻能憑藉天賦以變幻莫測的手法斬殺禮玄一刀流的師範戰國與次郎，並在和千鑛的劍術對決中只看過幾次就模仿出他所施展的居合白禊流，但最終不敵通過座村之女的劍技領悟到居合白禊流施展訣竅的千鑛而敗北。
伊佐
“毘灼”的一员。幽的派系。特征高衣领，衣领绳结交织，看不见脸下半部分的刺猬头男性。使用妖术为昼彦连接断臂。
久久李
“毘灼”的一员。幽的派系。特征高衣领，脸上鼻环以及凶恶的眼神的男性。和斗斗被派来京都一起瞄准座村的亲生女儿性命，作为幽牵制座村的一环。背上有着未知妖刀但因为命灭契约没有解除而无法使用，模仿着双城为了加深理解而背著。所属流派不明。斩击的力量又强又快，以玄力充分加强近身战斗效果的典型妖术师。喜欢与剑客之间的“对话”，讲求流派修行“人剑合一”。当斩欲累积到一定程度时，会放弃工作和伙伴来优先进行斩欲。
斗斗
“毘灼”的一员。幽的派系。特征短髮，黑色衣服的女性。和久久李被派来京都一起瞄准座村的亲生女儿性命，作为幽牵制座村的一环。可以透過舔舐對象的血液來追蹤動向。
北兜
“毘灼”的一员。殺死千矿父亲三名主犯之一中的鎧甲武士，但那實則是他利用妖術控制的人偶。作為劍術高手的本體在同時襲擊了妖刀「刳雲」的持有者巳坂，在一對一的情況下將其殺害。但讓他失望的是巳坂已經放棄了戰鬥，身手已然不復齊廷戰爭時的強悍。只想和劍豪級別的高手全力而戰的他在三年後的現在聽說了漆羽還活著的訊息後從原本的怠慢懶散變得興奮不已。

### 其余敌对的妖術師
雙城嚴一
30岁。生日6月6日。
持有妖刀「刳雲」的武器商人，黑社會的重要人物，性情殘酷。特征重眼圈的，中分发型较长的黑髮男性。是六平國重的一名狂熱粉絲，為了效法國重打造妖刀而綁架鏡凪一族，將鏡凪一族視為妖刀的素材對待。千矿对這彷如吃人的做法予以否定，更对他把父亲打造妖刀的自我解释用來殺戮，感覺父親的尊严被践踏而表现出强烈的回避感。使用妖刀前妖术不明，但可以独自反杀前来讨债的黑帮恶党。
掌握「刳雲」的時間並不長（2周），卻能在這期間能熟練運用「刳雲」，且進一步領悟「刳雲」力量的真面目後以一敵多的擊潰多名用來針對自己的神奈備成員的強大實力，但最終被千鑛擊敗，並被自己打造出的劣質妖刀反噬而死。
作者正式连载前废案稿就已定有角色造型，对决千矿的人物。
圓法炸（聲：野澤英義）
雙城雇佣的的妖術師之一，通稱「達摩」，使用會实体化爆炸的達摩玩偶名为“不落”妖術。性格狂妄，常半途而廢，成为妖术师资历浅。有一個姊姊。
被雙城派來綁架夏爾，但被千鑛擊敗。在柴的拷問下吐露出雙城的情報后释放，最終被雙城清算。死前想使用自爆妖術拖雙城一起下水，卻在不知情下炸死了自己的姊姊。

#### 涟家
在乐座市经营地下拍卖交易生意，超过200年以上的一族。现任家主是涟京罗。全族人和仆人生活在拥有一间结界保护的涟家宅邸，在乐座市会所建筑地下二层设有地下公墓“净凪苑”。家训是“为了乐座市”。
漣京羅
正式登场于漫画21话，“乐座市篇”的最终BOSS。知名妖術師家系漣家現任家主，掌管着在地下社会有巨大影响力的樂座市拍賣會的首席拍卖人。与想要夺回“真打”的主人公六平千矿等人周旋战斗，同时也是宗也、伯理和天理的亲生父亲。
冷静沉著，乍一看像绅士一样的男性。特征是大背头，八字胡长得从脸上冒出来的胡子的壯年男性。口才很好，擅长交涉，具备艺术品鉴赏能力。辦事老練狡猾，總是能讓每年的拍賣會順利舉行。从初代当家代代相传的“藏”的管理者，以执行乐座市为第一考量而行动。通过“毘灼”购买双城开发的武器，与毘灼有着某种交易活动。
虽然是伯理的父亲，但因为不争气不感兴趣，且让重要“商品”死亡妨碍乐座市于是把他流放，断绝了关系。又因为钓到了不应该存在的第七把妖刀“渊天”的持有者千矿，所以说这是他唯一能值得评价这件事的人。以换取伯理作为人质，与想要取回“真打”千矿等人暂时换得了妖刀“渊天”（千矿的回答伯理是值得信任的救命恩人）。
虽然对家人很有爱，但以涟家妖术师的使命感为前提，把连玄力都无法正常使用的伯理视为吊车尾，即使他受到哥哥涟宗也的虐待，也不只是默认，还说“不要管他做得不好”。从一些生活片段和对话体现包含有对家人的关爱和期待，但同时为了目的而面不改色地抛弃家人的坏人（当涛全部被击败，京罗仍旧把他们当成诱饵坚持“真打”的拍卖竞价）。虽然牺牲了家人的时候表情会变得严峻，但对于作为千矿的搭档与他敌对的伯理，发现他是打破自己“藏”的天敌时还是毫不留情地要杀了他。
认为“真打”是杰作，因为它夺取了大量宝贵的生命因此值得授予最高评价。对他来说，人命比在乐座市出售的“商品”还轻，甚至作为“商品”被监禁的人，也是只要有必要就轻易牺牲的冷酷的人（由于千矿与柴空间转移侵入家里陷入不利的状况，被柴威胁进行剥指甲的拷问时，反过来威胁「每剥一片指甲杀一个人质」）。当然也包括自己的生命。最重要的是执着于完成涟家继承的使命（最终决战时呼喊妖刀是——涟家（我）的商品）。
面对六平千矿——为了回收妖刀而来的复仇者，故意展出了妖刀中特别危险的“真打”，冷静试探千矿这个“没有风险的对手”。本著“没有风险的生意很无聊”的矜持，与愿意放弃渊天而让他出展的千矿互相试探对方内心的乐趣等，体现著非常自负的一面。挟伯理作为人质，若无其事地让天理白白死去，这样的行为实在令人难以置信；看穿千矿不会对成为“商品”的人类见死不救，故意公开“藏”的情报并封锁其行动，事前破坏与“藏”唯一相连的搬出口等，非常精明的人物。无论是为了伯理，还是为了被当作“商品”囚禁的人们，京罗都是绝对不能退让的对手。
伯理觉醒的时候，也承认没能看出他的才能是自己的失态，切换成“应该排除的敌人”状况等，看出基本的战斗能力不高，可以说是和双城严一以及以后的敌人不同方向的强敌。“毘灼”之所以愿意把真打卖给涟家，甚至为推进乐座市的活动提供了雫天石，实际上是为了回避真打即“勾罪”的风险而加以利用之。
21话正式登场。之后和毘灼一边打电话一边回家时，遇到了以伯理作为情报来源侵入自己房间的千矿等人，但却惊人地冷静应对，一边在“藏”的使用方法中加入谎言（自己死了的话“藏”就会消失）一边取得优势。更召唤出“涛”与千矿等人战斗，在状况中发现伯理泄露情报的事，将登录在“藏”的伯理转移到战场作为人质。然后让千矿拿出渊天，但千矿事先注入自己的玄力，一边感知“藏”内部一边研究突破策略。京罗也看出有对面计策，于是乐座市当天，围绕妖刀的决战拉开序幕。一开始先下手为强逼迫千矿等人，但发现同样使用“藏”的妖术的伯理可以突破自己的“藏”。在现实世界里与“预览”的立体影像交换，本体移动到“藏”内部。
“最好的办法就是相信伯理。”取回渊天的千矿说出上述这句话总结了其败因后，使用空间操作和大量武器、炸药进行数量攻击（炸弹在千矿的策略下被伯理传送到现实空间），甚至在预览映像上也使用了假动作。在接二连三地超出自己预想的伯理，以及下定决心回应伯理心意的千矿合作下，终于受到了致命伤。但是，因为涟家的使命是执行乐座市，所以亲手解除了真打“勾罪”。因为被捆绑仍过于异质的勾罪的力量，即使是致命伤也能行动，但同时是妖刀抑或是本来的所有者“剑圣”，京罗的自我逐渐被侵蚀。但是以强韧的精神力战胜支配，一度压倒了千矿和前来支援的香刈绯雪。围绕妖刀的三人战斗，进一步加速。
这个被涟家束缚的男人的最后激烈战斗，但真打造成的侵蚀更加严重，已经无法维持“预览映像”而将全员弹回现实世界。只能跪坐着依靠真打，“藏”开始因侵蚀而崩坏，但为了守护涟家的使命而拼命维持“藏”，无意间帮助想要拯救被囚禁的人们的千矿等人。京罗一边把周围的人渣都卷进来，一边迎接极限的时候，想起了亡妻说的“如果没有乐座市的话”。脑海中浮现的是包括伯理在内，全家人围坐在餐桌旁过着平静的日常时光。但是，京罗用自己的意志粉碎了那个幻想，扭住真打站了起来。 虽然无法战斗，但从身体里长出了因勾罪而产生的植物，即使持续承受著吐血程度的负荷也要维持“藏”。然后，千矿从“藏”中救出全员后，承认千矿所说的“败因”，孩子们冒着生命危险完成了使命，只有一直逃避伯理的自己没能完成涟家的使命，对此感到后悔。但是，反映在千矿眼中所看到的，却是击退真打的侵蚀，将一族的骄傲与执念贯彻到最后的男子汉之死，也见证了持续了两百年乐座市和涟家就这样彻底闭幕了。

##### 涛
进行拍卖会期间会有不少反社会组织或雇佣妖术师试图乱入抢劫，正是有“涛”——家主亲卫队的存在才能维持治安。
漣宗也
23岁。生日9月16日。力量不停地在增强。对天才少年天理怀有较强的自卑情绪。现在的话，所有的心思全都花在对伯理的偏执执拗上了。对老实干活没啥兴趣，所以经常和人搭话聊天。
漣家旗下親衛隊“涛”成員之一，漣京羅之长子。大伯理五岁的哥哥。在漣家當中擁有數一數二的戰鬥能力與智慧，使用产生冲击的涟家妖术“威葬”，是涛中最厉害的，比京罗还聪明。对弟弟伯理有着非同一般的感情，只要一牽涉到伯理就會變成笨蛋，因此至今未够资格继任下任家主。
極度溺愛自己弟弟伯理，深信暴力是愛的表現，因此在家裡總是對伯理動粗，被伯理懼怕著。常因身边用来施暴伯理的道具丢失，而对伯理发脾气变本加厉，而这失窃背后原因也与伯理潜意识发动“藏”有关。当伯理發覺不再维持藏而抑制体内玄力并以更强的“威葬”正面还击时被打败而亡。
涟天理
16岁。生日2月8日。
被称为“涛”的涟家前四名妖术师之一。史上最年轻成为“涛”的成员。伯理下面小一岁的弟弟。京罗的三子。使用“威葬”的妖术。因伯理的不成材，蔑视着哥哥伯理。
为了贯彻家主“死守”使命，主动抓住雫天石激活获得暂时性的力量，产生与妖刀类似的玄力反应，此时玄力具现化在背后是水母。随千矿介入柴与他的战况后，最终落入了下风并因身体最终无法承受爆散而亡。
涟圆慈
29岁。特征留双辫发，下巴胡子的男性。被称为“涛”的涟家妖术师上位四名之一。使用名为“威葬”的妖术。
涟珠紀
22岁。特征束马尾，遮住眼睛发型的女性。被称为“涛”的涟家妖术师上位四名之一。使用名为“威葬”的妖术。

### 修习剑术流派的人们

#### 居合白禊流
白回逸夫
居合白禊流的师范。认为「最快就是最强」理念而创立居合白禊流。至于那些嘲笑不理解其流派精髓的其他门派，他作出通通斩杀证明。
座村清市

漆羽洋兒

#### 礼玄一刀流
战国与次郎
礼玄一刀流的師範。京都杀戮酒店店长和总负责人。继承了150年历史的剑术流派，该门下共有50名以上大师范级别的剑豪门弟，在酒店内工作人员都接受过该流派剑术指导。

### 与妖术师无关的一般人
鏡凪夏爾（聲：立石みこ）
生日5月12日。
在一次回东京的时候，从情报屋日奈樱那里接到了妖刀目击者的联络，千矿和柴去见了那自称“夏尔”孤儿。目击者夏尔说“被坏人追赶，希望大家保护我不受坏人的伤害”，千矿一边怀疑真伪一边询问详细情况，但两人身边不断有受雇佣妖术师袭来。在柴和蓟的帮助下，总算活着回到日奈樱的店，却被持有妖刀“刳云”的双城严一袭击。于是，围绕夏尔与刳云的千矿与双城之争拉开了帷幕。
外表是侧发稍微留长的波波头。刘海很短，在眉毛上剪齐。头顶（稍微靠里的部分）的三角形呆毛是她的标志。除了呆毛外与母亲长相相似。原本后发是外羽，但被双城监禁的时候，为了表现精神状况而变得有些蓬乱。监禁的时候穿着破破烂烂的衣服，被救出来后穿著像是日奈樱旧衣服的超大尺寸高领连帽衫。似乎很喜欢，经常挥舞着大量有余的袖子（俗称萌袖）。关于发色作者本人在采访中回答“接近柴（明亮的金发）的印象”。
天真烂漫，我行我素。有著贪吃的性格，即使在濒死或呕吐之后食欲也不会减弱。擅自搭上六平千矿的车外出采购，面包、甜点、饮料等全餐都用别人的钱决定（都是不同的店），性格任性又厚脸皮。和千矿很亲近，因为母亲教导“可以对真正真正重要的人说”，也会把自己的体质告诉千矿并给予信赖，两人距离感看似兄妹般关系。“真的很棒”、““好吃吗？”这样回答就好了”“嗯”等，不像幼女的独特语调是她的特征。
因鏡凪一族的特異體質（再生能力）的幸存者而被妖術師双城严一当成实验体并追殺。擁有即使受傷也能高速痊癒的特异體質，也能夠透過意念(精神感应)治癒他人的傷勢。这是本人对伤痛的“讨厌痛”的拒绝伤口的念头成为力量的触发要素，膝盖以下被切断的大块缺损也能瞬间治愈，发挥恢复力。根据双城的实验，可以通过干涉他人的细胞来治愈伤口。听了这番话的夏尔从与母亲的对话中得到了对他人的治愈能力是起因于“希望不再疼痛”的想法的提示，以对负伤的千矿的关怀为契机，在诊断能够正常使用之前的一个月千矿左手的肌肉组织瞬间就被治愈了。但是能熟练使用似乎很难，在第18话的时候断掉手臂还没有完全再生，不过19话千矿的右臂再生了，所以被认为是积累了修练。另外，对涟伯理（大概日奈樱也算）的伤口也使用了这个能力。如前所述，夏尔的治愈能力大多依赖于对对象的感情，在治疗初次见面的伯理的伤口时，也因为听说了伤口的原因是“挺身保护了千矿”的背景，偶然在场的普通人等毫不相干的人能否立刻治愈尚不清楚。
原本是和母亲两人一起融入社会生活。在没有父亲的环境中也集母亲的爱于一身过著简朴而幸福的生活，但是从因为害怕母亲而逃走的夏尔的父亲那里得到了镜凪一族的幸存者母亲的情报，两人被双城监禁在研究所。牢中的生活是实验所必需的肌肉不断被手术刀削去的凄惨生活。手脚被拿走似乎也不稀奇，对犹豫要不要让千矿处理自己的伤口时回答“已经习惯了”。抱着“（即使瘦）只要削几次就行了”的想法下，双城也没有给她吃饱饭。回忆监禁生活时“一直在黑暗的地方”“饭都是黏糊糊的东西”，夏尔母亲说“如果我不是妈妈的话（夏尔）应该会幸福的”，夏尔则对懊悔的母亲“妈妈因为有你，所以很幸福”。之所以能从牢里成功逃亡是母亲的决死作战。夏尔央求母亲也一起逃走，但母亲以“能逃走的只有你”为由拒绝。从达摩口中得知，她在给追兵争取时间后，就这样死亡了。经过如此悲惨的牺牲逃亡后，才潜入日奈樱的店里，与千矿等人合流。
虽然害怕因为体质关系而被利用，只能贯彻不说明情况的态度，但向真挚地担心自己，对为了饮食的麻烦和人身安全而竭尽全力的千矿敞开了心扉。于此同时，以实验再开始为目标绑架夏尔的双城等人和千矿交战，趁隙和日奈樱一起避难却被他们抢先一步回收了。再次开始阴森悲惨的实验动物生活，五天内变得身心俱惫，在实验中一边回想与母亲的回忆，一边沉浸在严峻的现实中黯淡的感情中。
在被即将“分成小块”的时候因强烈的义愤所驱使的千矿营救（当然也有对用父亲的刀反复杀戮的双城的愤怒）一起逃离双城的实验场。逃离过程中对于窝藏自己却同样受到袭击的日奈樱仍生存感到安心，但对于为了自己而遍体鳞伤来到这里的千矿感到抱歉。从双城的对话和关于母亲的回忆中得到关于自身力量的想法，对千矿负伤的左手使用能力，使其恢复到可以战斗的状态。之后与赶来的双城和千矿保持距离而暂时分开，并在决两人决斗结束后回到现场与千矿合流，成功一起活着回去。双城事件后，寄居在日奈樱的店跟著千鑛等人一同生活，努力学习如何运用自己的能力。作为同伴非常重视，千矿和柴会预先决定好日奈樱和夏尔遇到危险时的紧急信号等对应措施。
该角色的创造理念是作者听从编辑建议担心复仇故事太黑暗故引入萝莉角色调节气氛。
日奈櫻（聲：唯野明里）
在东京经营着咖啡店「ハルハル」，擔任妖術師和雇佣者中介情报屋的女性，柴的舊識，性格直接明快。提供據點給千鑛等人使用。作為非戰鬥人員，保护了拥有妖刀情报的夏尔，常負責照顧夏爾。三年前即六平家遇袭两个月后，与被柴带去东京成为孤儿的六平千矿有一面之缘，十月再会时认出千矿并评价“今日看起来依旧很酷”。刘海的颜色似乎每次会面都会改变。在双城事件里受了轻伤，被柴送去医院。结束后也有继续收留孤儿夏尔。
Mr.雷電
普通市民少年。外表特征戴着雷电标志的安全帽，穿着披风的少年。为了救出被拍卖的姐姐独自突击反社会组织分子聚集的拍卖会，差点被杀的时候被千矿所救。在乐座市事件闭幕后，与姐姐成功团聚回了家，通过夏尔传话向千矿一行人表达了感谢。
冰肌女子
作为乐座市的拍卖商品准备移交到“藏”中的女性。拥有从肌肤散发冷气的特殊体质，曾经被最爱的人背叛沦落至此。本名不明。移交藏当日，她在逃脱牢笼后向伯理传达外面世界没有希望这件事后，便做选择自刎，这深深触动到伯理，开始成为在外面世界（藏外）证明寻找希望存在的契机。
座村伊织
初登场于“暗杀所有者篇”61话。17岁。座村清市的亲生女儿。京都某高校2年级生。被神奈备、毘灼称为打破三方局势的“座村的弱点”，“京都杀戮酒店篇”中心人物。对谁都一视同仁，不带偏见的性格。因为是一般人所以对妖术师引起的暴力感到恐惧，但从仅有的情报中确信自己不会被斩杀，并立刻付诸行动，判断力和行动力异于常人。
回忆篇提到座村夫妇离婚后，扶養權歸妻子伊纪，但8岁时因母亲生病而由清市寄养。国重被暗杀后，座村让卷墨施展妖术“让周围的人无法认出她是座村的女儿”，为了人身安全和免于神奈备监视的自由而篡改记忆伪装她的死亡。一直以为父亲在自己出生前就人间蒸发了，和新妈妈两人一起在京都生活。
隨著時間的推移，被封鎖的記憶逐漸浮出，並得知了當年殘酷的真相，既抱持想要回歸學校生活，同時也對於自身存在導致同學被捲入危險而感到極度自責。在卷墨準備對其記憶再次封印期間遭遇毘灼等人的襲擊，之後為了拯救同學井倉，因自身想守護學校生活的決心，令封印徹底解除，覺醒了如其父親般的劍術技巧（進入此狀態後會暫時閉著眼睛）。
井仓
伊织的同班同学。虽然原本在班里被欺负，没有同学愿意与之交往，但幸亏伊织不分彼此地跟他说话，后来不顾危险地赶到酒店，成为让伊织记忆复苏的关键。

## 专有用语
妖刀六工
只有刀匠六平国重才能制作的刀的总称。一般来说，指的是引导齐廷战争胜利的被称为妖刀六工的6把妖刀，战后完成的“渊天”则不为人所知。将注入者的玄力放大，练成一般人体无法生成、维持的超高密度状态，再形成特定形态的力量团块即可释放出来。战后被结界保护在六平国重工作室的地下，不过3年前，妖刀六工被恶党“毘灼”夺走了。以下為已知的妖刀資訊。
| 妖刀名稱             | 「命滅契約」之下的擁有人     | 實際持有者                                           | 玄力具现的反应 |
| -------------------- | ---------------------------- | ---------------------------------------------------- | -------------- |
| 渊天                 | 六平千矿                     | 六平千矿→漣京羅→六平千矿                             | 金鱼           |
| 刳云                 | 巳坂→双城严一→六平千矿 →消灭 | 巳坂→六平國重→毘灼 →双城严一→六平千矿 →消灭          | 云、龍         |
| 真打（又稱「勾罪」） | 剑圣                         | 剑聖→六平國重→毘灼 →雙城嚴一→漣京羅→六平千礦 →神奈備 | 昆虫           |
| 酌搖                 | 漆羽洋兒→晝彥                | 漆羽洋兒→六平國重→毘灼 →晝彥                         | 花魁           |
| 飛宗                 | 座村清市                     | 座村清市→六平國重→毘灼 →座村清市                     | 鸟             |
| ??                   | ??                           | ??→六平國重→毘灼→久久李                              |                |
| ??                   | ??                           | ??→六平國重→毘灼                                     |                |

雫天石
作为妖刀原料的特殊矿石。由于是在战争时期发现的，目前只确认了250公斤左右。虽然可以将注入的玄力放大，但高密度的玄力会流入到注入的人身上，撕裂身体夺去生命。历史上只有六平国重一人成功稳定了雫天石的力量。
玄力
沉睡在所有人类体内的超自然生命能量。修炼度提高的话身体会被强化，可以构筑妖术。
命滅契約
妖刀制成时，六平国重所施的限制机关。成为妖刀的所有者的话，直到其生命结束为止，只有所有者才能使用妖刀的力量。
一旦與妖刀締結命滅契約，那持有者本來所擁有的妖術將會消失，再也無法使用。
由於戰時時間緊迫，沒時間仔細構築，只能讓「真打」的命滅契約與另外五把妖刀相連動，這導致只要「真打」的持有者死亡，另外五人也會跟著死亡。這也是神奈備之所以不殺死劍聖，而是單純將其幽禁起來的主因。
3年前，“刳云”的前所有人被杀害之后，在齐廷战争中使用妖刀的其余5人被“神奈备”隔离保护。
齐廷战争
发生在18年前，陷入危机的日本与“敌人”之间发生的战争。在全日本的妖术师尽力后一直处于劣势，但六平国重创造出的妖刀六工中有5把使战况好转，剩下的一把勾罪使日本获得了胜利。
从漫画表现来看，妖刀是在荒野中使用的，但由于战争与妖术相关，所以画面表现接近是地狱（没有比喻，是天变地异级的惨状）的景象，战争参加者非常理解妖刀的可怕。关于这个“敌人”的真面目是什么，但是完全没有出现外国的名字。就连是“人类”还是“妖怪”或与其相近的非人都有可能。故事主线中，座村清市还提到妖刀契约者们的罪，为了成立现在的社会，他们隐瞒了这次战争中发生了的「某件事」被证实。妖刀契约者们为了和平一致决定默认的事，是否暗示着与英雄「结束了战争」的事有关。
在第66话《真相》中，公开了作品中作为一般人公开而广为人知范围信息。但是，这个信息只是一般人教导了解的内容，关于妖刀契约者的罪现状不明。
本篇22年前，东南海域突然出现小岛。那个国家出产的矿石正是雫天石，同时，那个小岛的人民天生就有对雫天石的适应性，渡海开始侵略本土的就是齐廷战争。（从表现来看“敌人”虽然是人，但给人感觉比妖术师更不同）。据说1年5个月后，敌人被妖刀扫荡了。
慚箱
藏匿除剑圣以外的妖刀契约者们的设施总称。存在于“神奈备”的专有地，主要战力几乎都被放在箱子的警备上。只有上层的认可才能进入的要塞。
“仙沓寺座村叛逃”事件后，神奈备清空所有惭箱改变防备策略，于是契约者们踪迹再被隐藏起来。
仙沓寺 (參照奈良東大寺)
國獄溫泉 (參照群馬縣草津溫泉)
九煙大社 (參照廣島縣嚴島神社)
昴琉壽司 (參照京都祇園)
妖術師
操纵玄力使用各种各样的术的人的总称。虽然過去有“妖术师不参与表面社会”的默认规则，但是因为在齐廷战争中的活跃而變得廣為人知，现在有很多妖术师在社会明面上活动。几乎都在大城市活动，例如东京有上千名妖术师。

#### 组织和地点
神奈備
管理妖术师的国家组织。以消除对国家的威胁为目的，前身为“对妖术战略陆军”，是齐廷战争时为对抗妖术（小国）威胁而紧急设立的国家组织，当时使用的是陆军的等级制度，现已废除。战前有神奈备的前身组织，“卷墨”一族便是出身其中。总部位于东京地下某处，在地上设置传送点和电梯往返。
對刳雲特選部隊
为了讨伐双城而组成的“神奈备”的精锐部队，全员都是蓟的直属部下。最终被进一步理解刳云的双城严一击败，除了队长和新人以外的4人殉职。
毘灼
从4年前开始一点点显出动向的，具体结构详细不明的妖术师组织。所属的妖术师在手背上刻着火焰的纹章。3年前，杀害六平国重并夺取了所有妖刀六工。
乐座市
每年举办一次，地下社会重要人物从日本各地聚集的黑市拍卖会。拥有一栋三层会场建筑，外围和一层有雇佣妖术师参与，底下二层是地下公墓“凪净苑”（专门安放涟家族成员祭祀场所），由涟家专门管理，内部有一扇连接“藏”紧急出入口门（剧情中已被京罗故意破坏）。
漣家
掌管乐座市地下拍卖生意200年的妖术师一族。当主拥有和管辖由妖术形成的名为“藏”的亚空间。
濤
地位在涟家约50人妖术师之上的4人组织。亲卫队的主要任务是保护族长。
居合白禊流
座村和漆羽所属的剑术流派（漫画原创）。座村和漆羽所属的流派。在战斗时反复使用纳刀、撞击刀镡，将玄力限制在鞘中产生的积存与拔刀一起爆发，使之初动的拔刀术。原理虽然简单，学会却是高难度的技术。由剑客白回逸夫创立流派，但现在只有座村清市和漆羽洋儿取得剑术资格。在这之后已经很久没有人习得这种快要灭绝的传说的剑术，因此又被称为“孤高的拔刀术”。据卷墨说，目前习得该流派的人只有3人。
礼玄一刀流
有150年历史的流派。故事中提及有50名以上的大师范级别门弟。

## 出版書籍
| 卷數 | 集英社 | 集英社        | 集英社                 | 玉皇朝       | 玉皇朝         | 玉皇朝                                                  | 東立出版社     | 東立出版社                  | 東立出版社                                                  | 西泠印社出版社 | 西泠印社出版社 | 西泠印社出版社         |
| 卷數 | 副標題 | 發售日期      | ISBN                   | 副標題       | 發售日期       | ISBN                                                    | 副標題         | 發售日期                    | ISBN                                                        | 副標題         | 發售日期       | ISBN                   |
| ---- | ------ | ------------- | ---------------------- | ------------ | -------------- | ------------------------------------------------------- | -------------- | --------------------------- | ----------------------------------------------------------- | -------------- | -------------- | ---------------------- |
| 1    |        | 2024年2月2日  | ISBN 978-4-08-883819-9 | 「應做之事」 | 2024年6月6日   | ISBN 978-988-8886-09-8                                  | 「該做的事情」 | 2024年7月29日               | ISBN 978-626-02-1892-8 ISBN 978-626-02-1894-2（首刷限定版） | “应做之事”     | 2025年1月      | ISBN 978-7-5508-4690-6 |
| 2    |        | 2024年5月2日  | ISBN 978-4-08-883880-9 | 淵天對刳雲   | 2024年9月30日  | ISBN 978-988-8886-73-9                                  | 淵天vs.刳雲    | 2024年10月8日               | ISBN 978-626-02-1893-5 ISBN 978-626-02-2561-2（首刷限定版） | 渊天 VS 刳云   | 2025年1月      | ISBN 978-7-5508-4691-3 |
| 3    |        | 2024年7月4日  | ISBN 978-4-08-884116-8 | 黑暗騎士     | 2024年10月19日 | ISBN 978-988-8886-74-6                                  | 黑暗騎士       | 2024年11月4日 2024年11月8日 | ISBN 978-626-02-2709-8（首刷限定版） ISBN 978-626-02-2562-9 |                |                |                        |
| 4    |        | 2024年10月4日 | ISBN 978-4-08-884209-7 | 對等         | 2025年2月27日  | ISBN 978-988-8908-15-8（特裝版） ISBN 978-988-8908-14-1 | 對等           | 2025年1月23日               | ISBN 978-626-02-3277-1（首刷限定版） ISBN 978-626-02-3246-7 |                |                |                        |
| 5    |        | 2024年12月4日 | ISBN 978-4-08-884348-3 | 狂熱         | 2025年5月30日  | ISBN 978-988-8908-78-3（特裝版） ISBN 978-988-8908-77-6 | 狂熱           | 2025年5月8日 2025年5月15日  | ISBN 978-626-02-4014-1（首刷限定版） ISBN 978-626-02-4013-4 |                |                |                        |
| 6    |        | 2025年3月4日  | ISBN 978-4-08-884399-5 | 夜深         | 2025年7月18日  | ISBN 978-988-8908-89-9（特裝版） ISBN 978-988-8908-88-2 | 拂曉           | 2025年7月18日               | ISBN 978-626-02-4753-9（首刷限定版） ISBN 978-626-02-4530-6 |                |                |                        |
| 7    |        | 2025年5月2日  | ISBN 978-4-08-884413-8 | 夜戰         | 2025年8月14日  | ISBN 978-988-8939-34-3                                  |                |                             |                                                             |                |                |                        |
| 8    |        | 2025年7月4日  | ISBN 978-4-08-884566-1 |              |                |                                                         |                |                             |                                                             |                |                |                        |

## 反響
《神樂鉢》甫推出便在歐美迅速爆紅，第一話在出版三天後便在MANGA Plus累計獲得二十五萬點閱率，超越了《SPY×FAMILY間諜家家酒》、和。在第一週結束時已突破五十萬點閱率，超越《我的英雄學院》和《【我推的孩子】》成為MANGA Plus人氣排行前五的作品。該作於歐美的竄紅主要歸因於外國網民製作的惡搞迷因，以及被認為有機會能成為「Jump三本柱」（《海賊王》、《火影忍者》和《BLEACH》）繼承者的劇情而廣獲好評。
2024年4月，官方宣布僅有兩卷的單行本發行量突破20萬冊。2024年7月，宣布发行量突破35万册。2024年8月，包含電子版在內累计发行册数已突破60万册。2024年12月，包含电子版在内的累计发行册数已突破130万冊。2025年3月，包含电子版累计发行册数突破190万册。2025年4月28日，截止第7册发售累计发行册数已突破220万册。
2024年8月28日獲頒《下一部人氣漫画大賞》紙本漫画部门第1名，同年與《螢火蟲的出嫁》、《瑕疵新娘（傷物的新娘/失貞的新娘）》、《異世界武士》、《羽根親和阿吹的兒科診療錄》（日语：ハネチンとブッキーのお子さま診療録）獲頒宮脇書店主辦的「Miyawaki Comic Awards 2024（日语：ミヤコミ 2024）」獎項。
2025年1月被选为第70回小学馆漫画赏的最终候补，但没有获奖。
2025年2月，漫道小林（漫道コバヤシ）漫画大奖（各奖项由主持人コバヤシ凭借个人的独断与偏好所选出）公布最佳男配角座村清市出自《神乐钵》。
2025年4月入圍第49屆講談社漫畫賞少年部門最終決選名單，但没有获奖。
2025年5月，由电子书平台BookLive举办的第4回「マガデミー（MAGADEMY）賞」结果出炉，《正相反的你与我》《琉璃龙龙》《为了与你在宇宙行走》《神乐钵》《家里毛茸茸的柴犬灵》（シバつき物件）5部作品经投票后获奖，其中神乐钵获得“匠心奖”（评语为能感受到作者对作画、文字和作品创作有着极致追求的漫画）。

## 联动
- 网络平台少年Jump+連載中的漫画《ふつうの軽音部》在“下一届漫画大賞”分别为网络部门和杂志部门第1位記念＆主人公名字相同举办了联动插画并公開。

- 作为彩蛋性质，漫画第62话座村女儿伊织的寝室里面出现了外薗健短篇《ロクの冥約》（2022年WJ36・37号）里地狱恶魔作为玩偶，另外在座村重新得到妖刀飞宗第一次使出“鸦”表现也和该作主人公招式如出一辙。

## 電視動畫
2024年12月日本媒體《東洋經濟》透露《神乐钵》將被動畫化，由CygamesPictures製作、CyberAgent與松竹動畫發行。

## 註腳
1. ↑  第14話的卷頭彩頁寫出漢字為。
2. ↑  薗音“yuán”
3. ↑  《寶島少年》最初譯作「千鈜」，自2024年24號刊載的第7話起正名為「千鑛」。
4. ↑  當時MANGA Plus人氣排行前五位依序為《海賊王》、《鏈鋸人》、《咒術迴戰》和《神樂鉢》。

## 外部連結
- 官方網站（日語）